# Schuppensäger

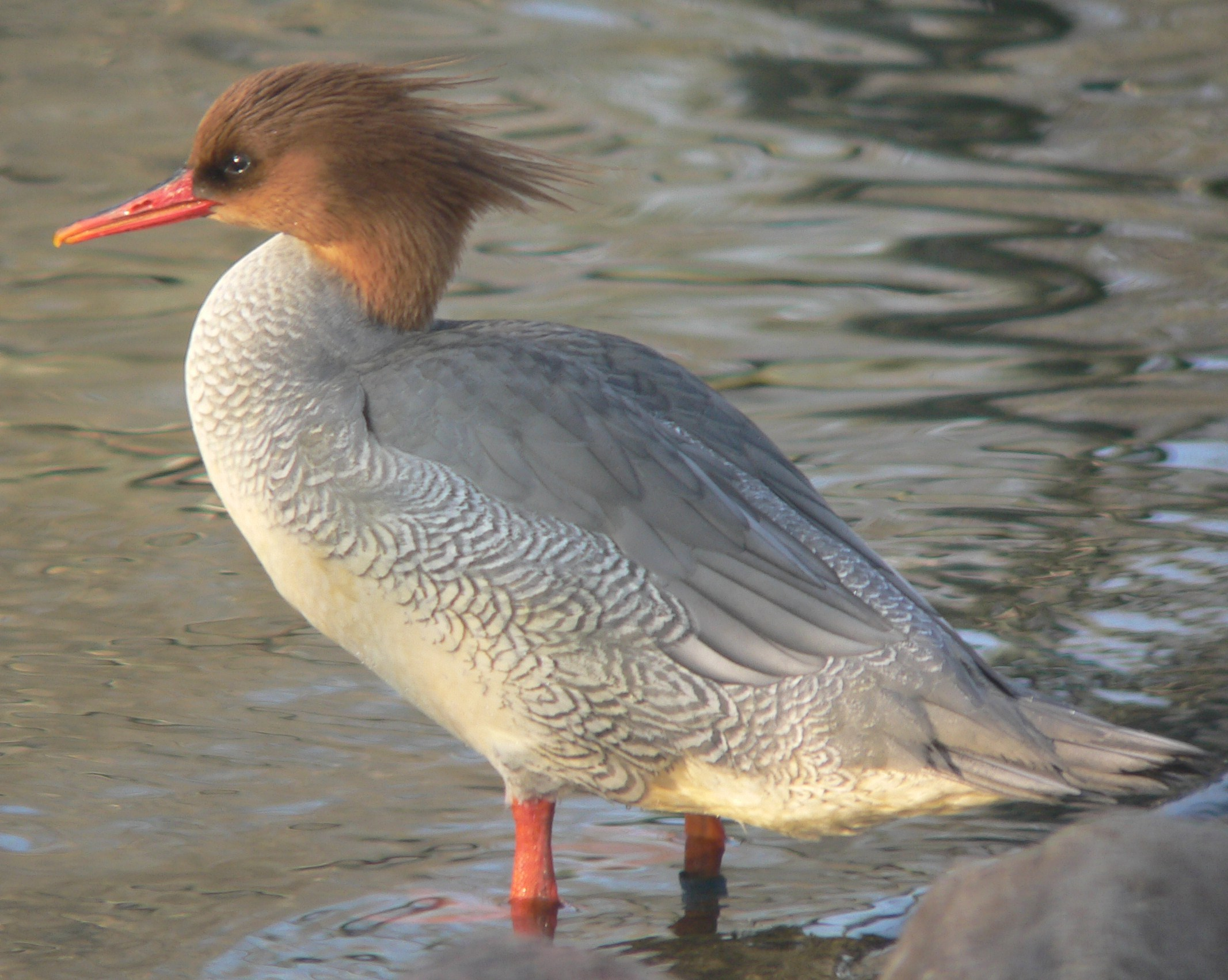
Schuppensäger, Weibchen

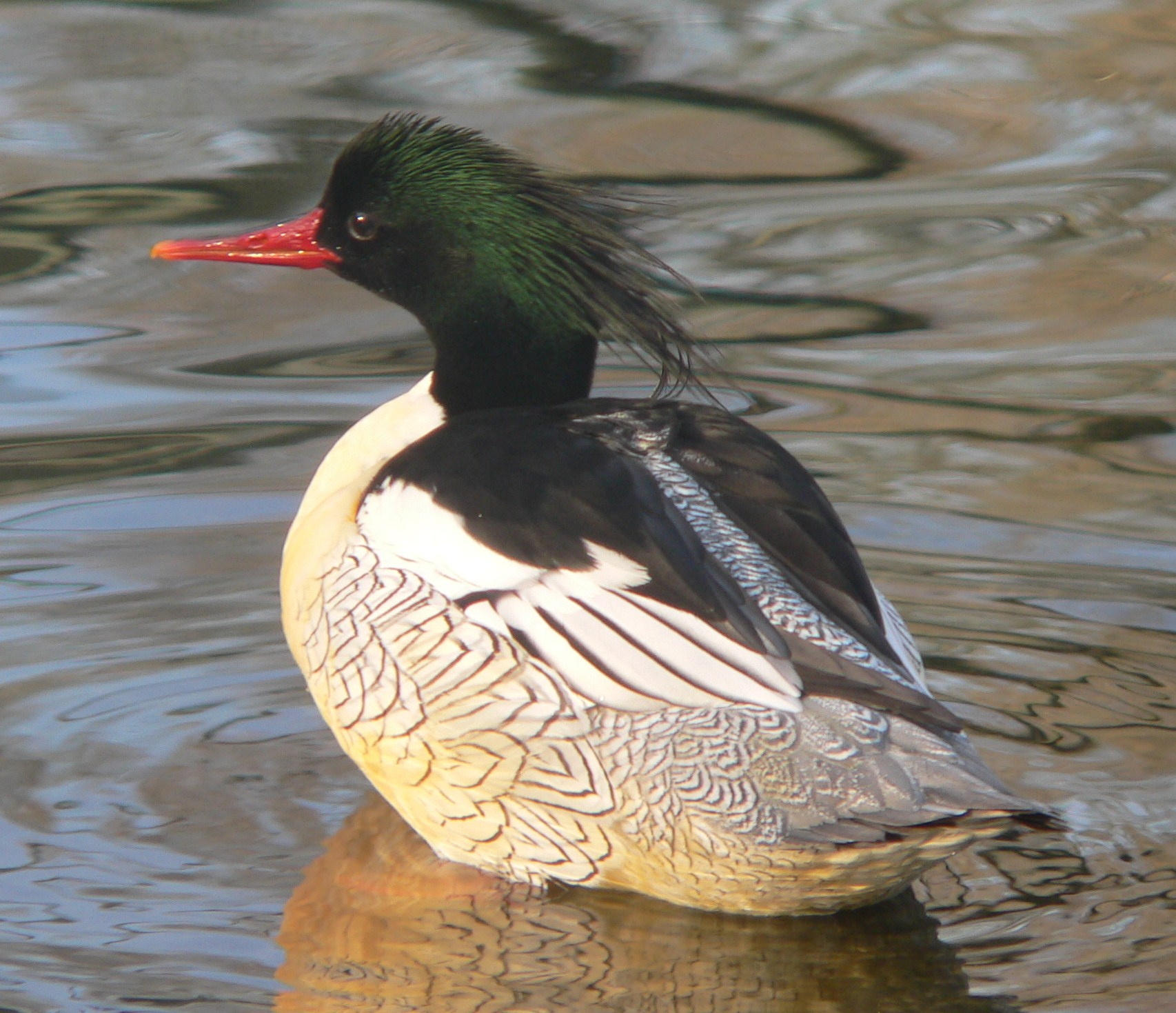
Schuppensäger, Männchen – gut zu erkennen die grünlich schimmernde Kopfbefiederung und die in der Mitte des Schnabels befindlichen Nasenlöcher

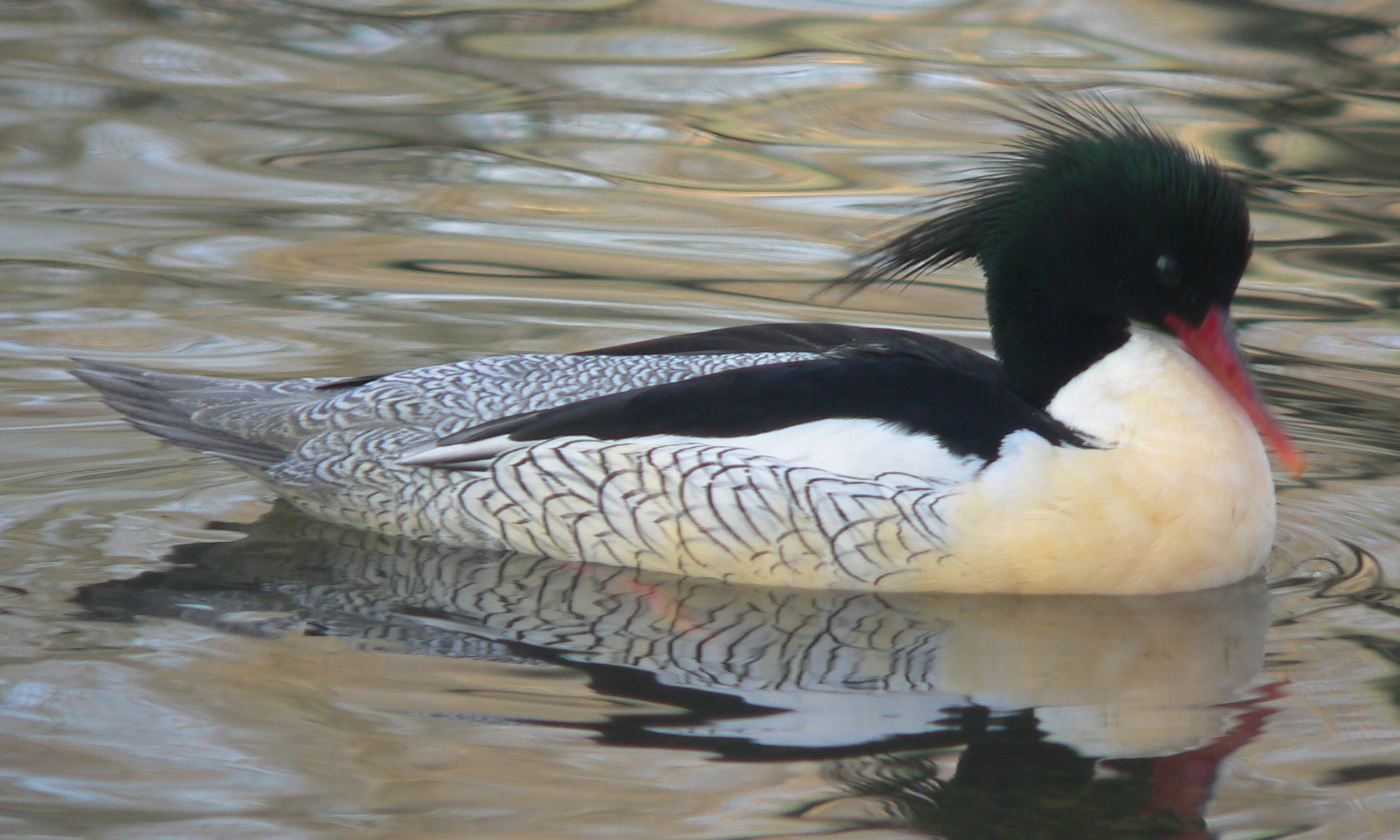
Schuppensäger, Männchen

Der Schuppensäger (Mergus squamatus) ist eine Art aus der Familie der Entenvögel und gehört zu der Gattung der Säger. Sein Verbreitungsgebiet liegt in Ostasien. Seine Bestandszahlen sind rückläufig. Derzeit wird der weltweite Bestand auf 1.200 Brutpaare geschätzt. Damit ist eine kritische Bestandsgröße wie beim südamerikanischen Dunkelsäger noch nicht unterschritten. Auf Grund der rückläufigen Population ist nicht auszuschließen, dass diese Art ähnlich wie der Aucklandsäger aussterben wird.

## Erscheinungsbild
In seiner Körpergröße liegt der Schuppensäger zwischen Gänsesäger und Mittelsäger. Die Männchen wiegen durchschnittlich 1200 Gramm, die Weibchen etwas weniger als ein Kilogramm. Der rote Schnabel ist gerader und länger als beim Mittelsäger und weist am Ende einen helleren, gelblichweißen Nagel auf. Ihm fehlt das abwärts gebogene Schnabelende, wie es für den Gänsesäger charakteristisch ist. Die Nasenlöcher befinden sich beim Schuppensäger in der Mitte des Schnabels, während sie sich beim Mittelsäger und Gänsesäger im Basalteil des Schnabels befinden. Im Flug weist er ein ähnliches Erscheinungsbild auf wie der Mittelsäger. Da sich sein Verbreitungsgebiet aber nur mit dem des Gänsesägers überlappt, ist eine Identifikation dieser Art nicht sehr schwierig.
Die Art weist einen ausgesprochenen Geschlechtsdimorphismus auf. Im Prachtkleid sind die Männchen am Kopf und Hals schwarz gefiedert. Je nach Lichtverhältnissen schimmert das Kopfgefieder grünlich. Auffällig ist die schwarze Federhaube. Die Brust und die Unterseite sind weiß. Die Federn der Flanken und des Rückengefieder haben einen breiten schwarzen Endsaum, so dass das Gefieder hier auffällig schwarz-weiß geschuppt ist. Die Unterschwanzdecke ist weiß mit einer feinen grauen Strichelung. Die Schwanzfedern sind silbergrau. Im Ruhekleid ähnelt das Männchen dem Weibchen. Die typische Flankenschuppung fehlt oder ist nur angedeutet. Der Federschopf ist stark eingekürzt.
Das Weibchen ist auf dem Rückengefieder und der Flügeloberseite grau. Kehle und Brust sind weiß. Kopf und Nacken sind braun bis rotbraun mit einem langen, dünnen Federschopf. Die Flanken sind weiß und dunkelgrau geschuppt. Die Schwanzfedern sind wie beim Männchen silbergrau. Die Jungvögel gleichen dem Weibchen, haben aber einen dunkleren Kopf und weisen eine geringere und blassere Schuppung an den Flanken auf. Aus der Entfernung wirken die Flanken daher häufig schmutziggrau.
Die Küken haben das für Säger charakteristische Dunenkleid. Der Scheitel und der obere Teil der Wangen sind rotbraun. Die Wangen werden zu ihrem unteren Ende hin heller. Ein weißer Fleck und ein weißer Halbmond unter dem Auge lassen das Gesicht insgesamt gestreift wirken. Die Körperoberseite ist aschgrau mit einem leichten bräunlichen Anflug. Auf den Schultern sowie auf den Rumpfseiten befinden sich weiße Flecken. Die Körperunterseite ist weiß.

## Verbreitung
Der Schuppensäger kommt überwiegend im äußersten Osten Russlands vor. Ein kleiner Teil brütet in Nordchina. Möglicherweise gibt es Brutpaare auch in Nordkorea.
Die russische Population brütet überwiegend südlich des 54° N an den Flüssen an der Westseite des Sichote-Alin-Gebirges, in geringerer Zahl auch an der Ostseite sowie im Einzugsgebiet des Amurs zwischen den Zuflüssen Seja und Amgun. Hauptverbreitungsgebiet sind die Flüsse Bikin und Große Ussurka (Bolschaja Ussurka, früher Iman), wo 200 beziehungsweise 140 Paare brüten.
In China kommen Schuppensäger vor allem in der Provinz Jilin vor, wo sie besonders an der nordöstlichen Seite des Changbai-Gebirges brüten. Auch in der Provinz Heilongjiang kommen Schuppensäger vor. Sie besiedeln in geringer Zahl sowohl das Kleine als auch das Große Hinggan-Gebirge.
Mausernde Schuppensäger halten sich an der russischen und chinesischen Küste sowie an einigen Flüssen und großen Seen auf. Sie sind dann auch in Nordkorea zu beobachten. Die Winterquartiere sind nicht genau bekannt. Der Abzug in die Winterquartiere setzt im Oktober ein, wenn die Flussvereisung beginnt. Die Winterquartiere liegen vermutlich im Süden Chinas sowie in Zentralchina. In kleiner Zahl überwintern Schuppensäger auch im Südwesten von Südkorea, in Japan und auf Taiwan. Irrgäste finden sich gelegentlich in Tibet, Thailand, Vietnam und Myanmar ein.

## Lebensraum
Schuppensäger besiedeln vor allem die Ober- und Mittelläufe von Flüssen in mit Laub- und Mischwald bewaldeten Regionen. Das Verbreitungsgebiet ist durch kalte, trockene Winter und warme und regenreiche Sommer gekennzeichnet. Die Flüsse sind meist von Oktober bis März zugefroren. Schuppensäger präferieren klare, schnellfließende Flüsse mit Kiesbänken und -ufern. Die Flussseiten sind dicht bewachsen und weisen neben altem Baumbestand eine dichte niedrige Vegetationsschicht auf.

## Nahrung- und Nahrungsweise
Schuppensäger fressen überwiegend kleine Fische und Wirbellose. Die Technik, mit der sie ihre Nahrung suchen, hängt von der Gewässertiefe ab. In flachem Wasser tauchen sie nur den Kopf ein, während sie in tieferen Gewässern tauchen. In den Brutgebieten findet die Nahrungsaufnahme überwiegend in Zonen von unter einem Meter tiefen Wasser statt. Bei Schuppensägern, die man in China beobachten konnte, währten die Tauchgänge zwischen 15 und 30 Sekunden. Zwischen den einzelnen Tauchgängen lag jeweils ein Intervall von 3 bis fünf Sekunden. Die Schuppensäger verbrachten täglich zwischen 14 und 15 Stunden mit der Nahrungssuche.

## Fortpflanzung
Zwischen Ende März und Anfang April kehren die russischen Populationen in ihre Brutgebiete zurück, wenn die Flüsse beginnen aufzutauen. Die Paarbildung findet zum Zeitpunkt der Rückkehr statt. Das Männchen hält sich in der ersten Woche der Brutzeit noch in der Nähe von Nest und Weibchen auf. Dann lockert sich die Paarbindung und das Männchen zieht in die Mausergebiete.
Das Balzrepertoire des Schuppensägers umfasst Kopfnicken, Kopfhochwerfen, ein Strecken des Halses, auffälliges Flügelschlagen sowie Tauchen. Die Balzgesten werden von beiden Geschlechtern gezeigt und häufig synchron ausgeführt. Schuppensäger zeigen während der Balz auch aggressive Gesten, bei denen vor allem das Männchen das Weibchen unter Wasser attackiert oder nach dem Weibchen hackt. Während der Kopulation verbeißt sich das Männchen mit dem Schnabel in die Federn der Schopfhaube des Weibchens.
Nester werden ausschließlich in Baumhöhlen gebaut. Sie nutzen dabei natürliche sowie von anderen Vogelarten ausgehöhlte Baumhöhlen. Typische Nistbäume sind Pappeln, Ulmen und Eichen. Die Nester befinden sich in der Regel in Bäumen, die unmittelbar am Flussufer stehen. Gelegentlich können sie aber bis zu 120 Meter vom Flussufer entfernt sein. Der Abstand zwischen Höhle und Erdboden ist häufig sehr groß. Die Höhlen haben meist eine Öffnung von 15 bis 25 Zentimetern und sind 20 bis 60 Zentimeter tief. Die eigentliche Nistmulde ist 20 bis 30 Zentimeter breit. Das Nest wird mit feinen grauen Daunen ausgelegt. Als Nistplatzkonkurrenten werden Mandarinenten vermutet. Sehr sicher ist jedoch, dass der Schuppensäger mit dem Gänsesäger um geeignete Nistplätze konkurriert. Gänsesäger haben ihre Verbreitung im Osten Russlands ausgedehnt und siedeln jetzt auch am Bikin.
Die Eiablage beginnt in der ersten Aprilwoche und ist in der letzten Aprilwoche abgeschlossen. Die Eier sind cremeweiß und von denen anderer Sägerarten nicht zu unterscheiden. Das Vollgelege umfasst in der Regel 10 bis 11 Eier. Sehr große Gelege können auch 14 Eier auffassen. Schuppensäger ziehen nur eine Brut pro Jahr groß. Allerdings legt das Weibchen ein Ersatzgelege, wenn die Brut zu Beginn der Brutzeit verloren geht. Der Legeabstand beträgt 36 Stunden, so dass das Gelege nach 15 bis 16 Tagen vollständig ist. Die Brutdauer beträgt 32 Tage.
Die frisch geschlüpften Küken bleiben für 48 bis 60 Stunden in der Bruthöhle. Sie verlassen sie dann springend, wobei das Weibchen sie dazu mit Rufen auffordert. Die Jungvögel sind mit acht Wochen flügge.

## Ursachen des Bestandsrückgangs
Mehrere Faktoren tragen dazu bei, dass die Populationszahlen des Schuppensägers zurückgehen. Ein Grund ist die Einführung des Nordamerikanischen Nerzes im Verbreitungsgebiet, der den Schuppensägern nachstellt. Die wesentlichen Ursachen des Bestandsrückgangs liegen in der zunehmenden Zerstörung geeigneter Lebensräume. So ging am Bikin die Zahl der Brutpaare um mehr als die Hälfte zurück, nachdem der Holzeinschlag in dieser Region zunahm. Zu Störungen führt auch die Jagd, selbst wenn sie andere Tierarten zum Ziel hat. Allerdings wird der Schuppensäger in Teilen seines Verbreitungsgebietes auch illegal bejagt. So fallen am Bikin mehr als 100 Schuppensäger verbotenerweise der Jagd zum Opfer. Als besonders gravierend ist dabei zu werten, dass diese Jagd vor allem im Frühjahr stattfindet und es sich bei den geschossenen Vögeln überwiegend um ausgewachsene handelt. Abbau von Rohstoffen wie Gold und Erze, die eine starke Gewässerbelastung mit sich bringen, haben an einigen kleineren Flüssen bereits dazu geführt, dass dort keine Schuppensäger mehr brüten. Der (geplante) Bau von Wasserkraftwerken wird sich ebenfalls negativ auf die Bestandszahlen auswirken, da er die Wassertrübung und die Fließgeschwindigkeit der besiedelten Gewässer nachhaltig verändern wird.
Zu den weiteren Mortalitätsursachen zählt Ertrinken in Fischereinetzen. An den östlichen Flüssen des Sichote-Alin sterben auf diese Weise 20 Prozent der Jungvögel eines Jahres.

## Haltung in menschlicher Obhut
Schuppensäger werden ausgesprochen selten in Zoos gehalten. Bis in die späten 1980er Jahre hielten nur chinesische Zoos einige dieser Vögel. 1998 besaßen belgische und holländische Züchter wenige Paare. Derzeit halten auch der Tierpark Berlin, der Zoo Augsburg und der Tierpark Cottbus jeweils ein Paar. Heute nimmt der Bestand der Schuppensäger in Gefangenschaft stetig zu (speziell in privaten Zuchtanlagen), sodass in Zukunft damit zu rechnen ist, dass der Gehegebestand den Freilandbestand übertreffen wird.

## Belege